# Dominika Minicz
Dominika Minicz z d. Sieradzan (ur. 28 kwietnia 1980 w Stargardzie Szczecińskim) – polska siatkarka, występująca obecnie na pozycji przyjmującej, a dawniej atakującej.

## Życiorys
Kariera siatkarska Dominiki Sieradzan rozpoczęła się w wieku ok. trzynastu lat. Właśnie wtedy, spośród uprawianych dyscyplin sportu, zawodniczka postanowiła wybrać piłkę siatkową, porzucając lekką atletykę i pływanie.
Trenowała następnie w miejskim klubie Znicz w rodzinnym Stargardzie Szczecińskim, wówczas występującym w rozgrywkach III ligi siatkówki kobiet. Druga klasa liceum przyniosła zwrot w jej karierze, gdyż zawodniczka rozpoczęła naukę w uruchomionym właśnie Niepublicznym Liceum Ogólnokształcącym przy Szkole Mistrzostwa Sportowego Polskiego Związku Piłki Siatkowej w Sosnowcu. Szkoła ta, od początku swego istnienia, uczestniczy w siatkarskich rozgrywkach ligowych kobiet na szczeblu seniorek, a zawodniczki SMS stanowią trzon reprezentacji Polski kadetek i juniorek. Tam Dominika Sieradzan osiągnęła pierwsze sukcesy międzynarodowe.
Po ukończeniu szkoły średniej rozpoczęła karierę profesjonalną w Wiśle Kraków, klubie uczestniczącym wówczas w rozgrywkach najwyższej ligi piłki siatkowej kobiet w Polsce, a okres gry w krakowskim klubie pokrył się z czasem studiów siatkarki na tamtejszej AWF.
Po czterech sezonach spędzonych w krakowskim klubie, przeniosła się do klubu z Muszyny, z którym zdobyła tytuł mistrzyni Polski sezonu 2005/2006, choć nie była w tamtym czasie zawodniczką podstawowego składu swojej drużyny. W klubie z Muszyny spędziła cztery lata, po czym przeniosła się, począwszy od sezonu 2007/2008, do utytułowanego klubu z Piły.
Podobnie jak w Muszyniance, w pilskim klubie nie była zawodniczką podstawowego składu, choć mimo niewielu szans pokazania się w grze tego bardzo pomyślnego dla klubu sezonie, zebrała bardzo dobre oceny, m.in. w meczu z AZS Poznań odebrała nagrodę MVP (najwartościowszej zawodniczki spotkania).
Status "wiecznej rezerwowej" przyczynił się, zaledwie po jednym roku gry w Pile, do podjęcia decyzji o przejściu w sezonie 2008/2009 do zespołu z Kalisza, który z powodów finansowych po sezonie 2007/2008 opuściło większość czołowych zawodniczek.
Sieradzan była tam podstawową zawodniczką drużyny, której ostatecznie nie udało się utrzymać w najwyższej klasie rozgrywek krajowych, z powodu trudności finansowych. Tak jak większość zawodniczek z kaliskiej drużyny, Dominika Sieradzan zdecydowała się na zmianę barw klubowych i wyjechała do Francji, gdzie z zespołem ASPTT Miluza zdobyła dwukrotnie wicemistrzostwo Francji.
W sezonie 2011/2012 zdecydowała się na powrót do Plusligi Kobiet i została zawodniczką AZS Białystok. W klubie powróciła na pozycję atakującej, co przyniosło efekty. Dobra postawa zawodniczki w sezonie została zauważona przez działaczy klubu Bank BPS Muszynianka Fakro Muszyna.

## Sukcesy klubowe
| Klub                               | Osiągnięcie         | Trofeum | Sezon                |
| MKS Muszynianka Fakro Muszyna      | Mistrzostwo Polski  | złoto   | 2005/2006            |
| PTPS Farmutil Piła                 | Puchar Polski       | złoto   | 2007/2008            |
| PTPS Farmutil Piła                 | Mistrzostwo Polski  | srebro  | 2007/2008            |
| ASPTT Miluza                       | Puchar Francji      | srebro  | 2009/2010            |
| ASPTT Miluza                       | Mistrzostwo Francji | srebro  | 2009/2010, 2010/2011 |
| Bank BPS Muszynianka Fakro Muszyna | Puchar CEV          | złoto   | 2012/2013            |
| Bank BPS Muszynianka Fakro Muszyna | Mistrzostwo Polski  | brąz    | 2012/2013            |

## Sukcesy reprezentacyjne
| Osiągnięcie                 | Trofeum/Miejsce | Rok  |
| Mistrzostwa Świata Kadetek  | 7. miejsce      | 1997 |
| Mistrzostwa Europy Kadetek  | brąz            | 1997 |
| Mistrzostwa Świata Juniorek | 9. miejsce      | 1999 |